# Stazione di Pompei
Stazione di Pompei vasútállomás Olaszországban, Pompei településen.

## Vasútvonalak
Az állomást az alábbi vasútvonalak érintik:
- Nápoly–Battipaglia-vasútvonal

## Kapcsolódó állomások
A vasútállomáshoz az alábbi állomások vannak a legközelebb:
- Stazione di Scafati (Stazione di Salerno)
- Stazione di Torre Annunziata Centrale (Stazione di Napoli Campi Flegrei)